# AIDC F-CK-1
AIDC F-CK-1 «Цзинго» (經國號戰機) — тайваньский многоцелевой сверхзвуковой истребитель.
Назван в честь Цзян Цзинго, бывшего президента Китайской республики. Первый национальный истребитель, разработан компанией Aerospace Industrial Development Corporation (AIDC) и принят на вооружение ВВС Китайской Республики в 1994 году. Также известен как IDF (англ. Indigenous Defence Fighter).

## История создания
«Цзинго» был задуман как лёгкий всепогодный истребитель, имеющий скорость, несколько превышающую скорость звука, и способный наносить удары по воздушным и наземным целям. Самолёт должен был иметь низкую стоимость жизненного цикла, быть простым в обслуживании и обладать высокой надежностью.
Программа разработки нового истребителя получила обозначение IDF (Indigenous Defensive Fighter — национальный оборонительный истребитель). AIDC при создании истребителя опиралась не только на собственные силы. Хотя, не желая обострять отношения с КНР, США наложили запрет на поставку Тайваню вооружения, они никак не ограничивали сотрудничество своих фирм с Тайванем. Поэтому при разработке было решено опираться на военно-техническое сотрудничество с США и собственный опыт, полученный в ходе лицензионного выпуска Northrop F-5E «Тайгер».
Разработка самолёта финансировалась AIDC и Министерством обороны Тайваня. Создание «Цзинго» велось по четырем отдельным программам (планер, силовая установка, авионика и вооружение) с 1982 года. В частности, программа создания планера самолёта получила название «Парящий орёл» и проводилась AIDC при поддержке американской фирмы Дженерал Дайнэмикс. Компания продала тайваньцам чертежи истребителя F-16 за $50 млн. Около 60 американских инженеров были посланы на Тайвань и приняли участие в разработке истребителя.

## Модификации
- F-CK-1А — базовая одноместная модификация
- F-CK-1B — базовая двухместная модификация
- F-CK-1 A/B MLU
- F-CK-1C — модернизированная одноместная модификация; первый полёт состоялся 4 октября 2006 года[7]
- F-CK-1D — модернизированная двухместная модификация; первый полёт состоялся 14 марта 2007 года[7]

## Тактико-технические характеристики

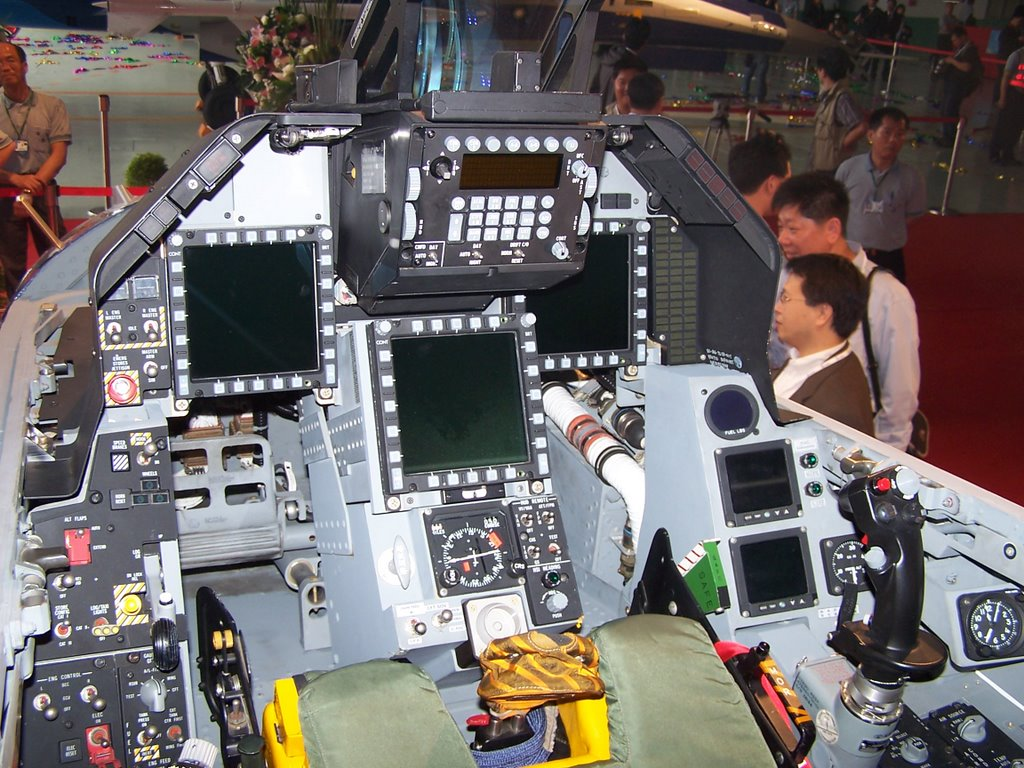
Кокпит AIDC F-CK-1

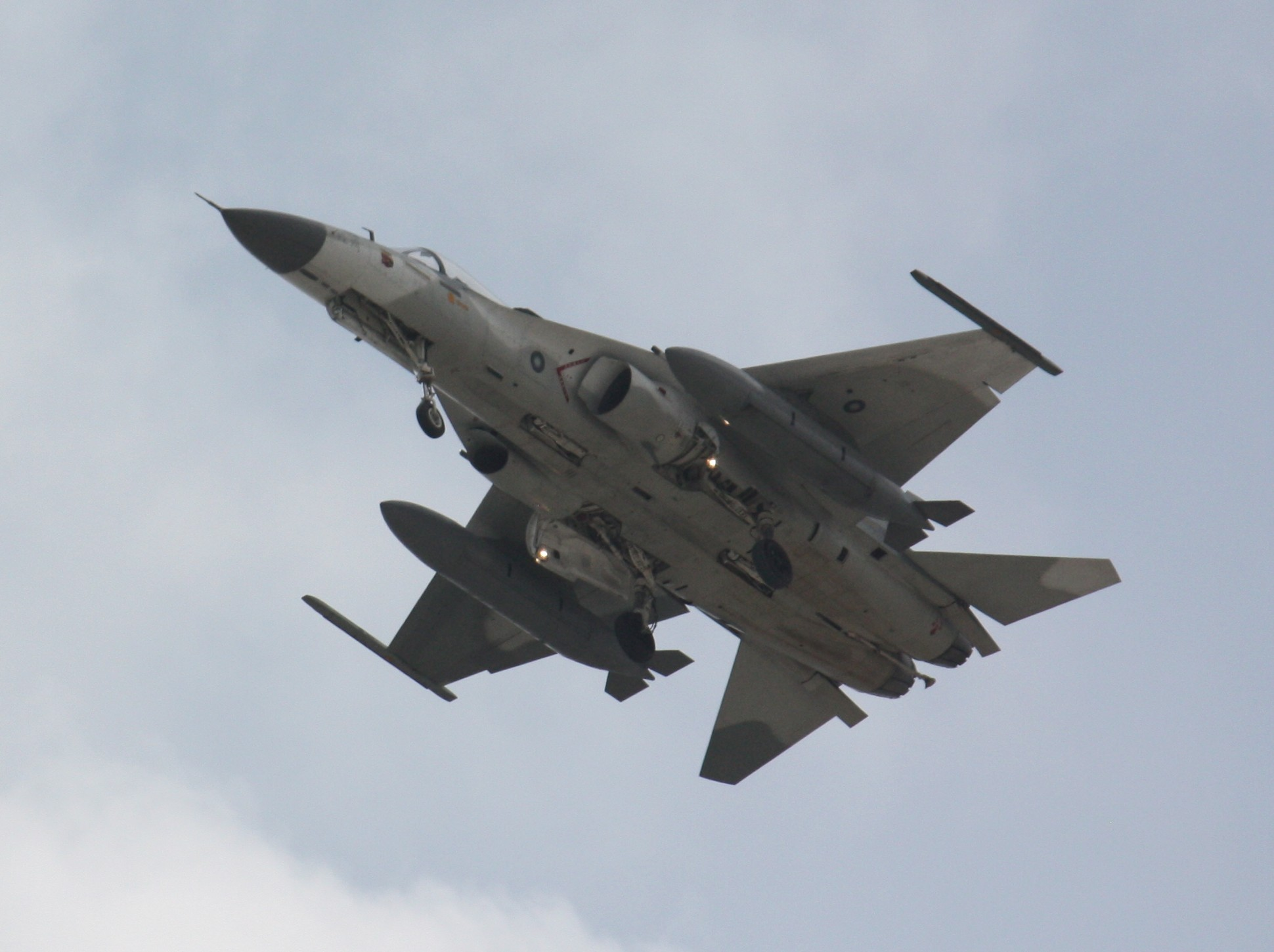
AIDC F-CK-1 заходит на посадку

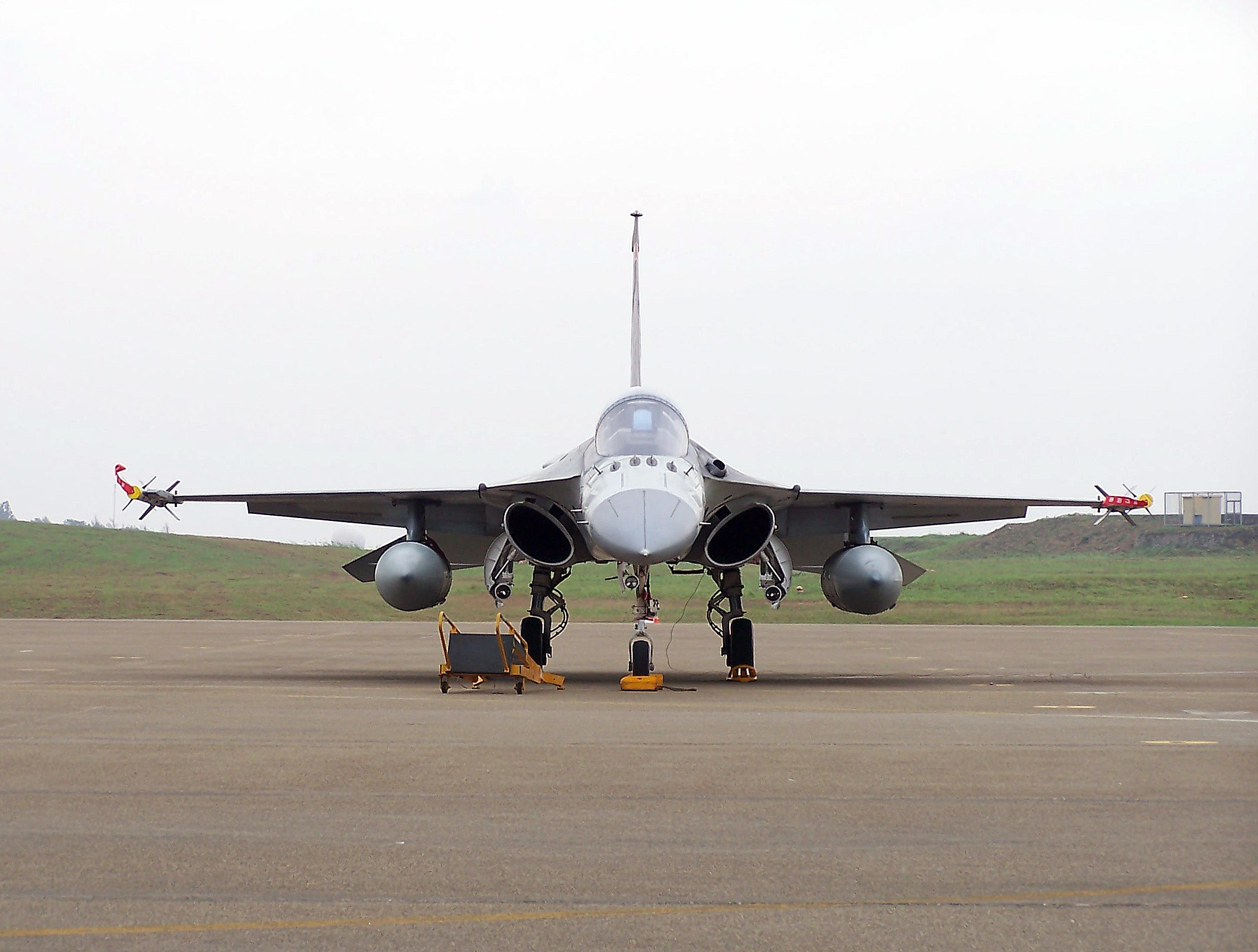
AIDC F-CK-1: вид спереди

### Технические характеристики
- Экипаж: 1-2 человека[8][9]
- Длина: 14,21 м
- Размах крыла: 9,46 м
- Высота: 4,42
- Площадь крыла: 24,2 м²
- Масса пустого: 6500 кг
- Нормальная взлетная масса: 9070 кг
- Максимальная взлётная масса: 12 247 кг
- Масса топлива во внутренних баках: н/д
- Двигатель: 2 × двухконтурных турбореактивных с форсажной камерой Honeywell F125-70[англ.]
  - сухая масса двигателя: 612 кг[10]
  - максимальная бесфорсажная тяга: 2 × 26,8 кН
  - тяга на форсаже: 2 × 41,1 кН

### Лётные характеристики
- Максимальная скорость на высоте: 1275 км/ч[11]
- Практическая дальность: 1100 км
- Практический потолок: 16 800 м
- Скороподъёмность: 254 м/с[6]
- Нагрузка на крыло: н/д
- Тяговооружённость: н/д
- Максимальная эксплуатационная перегрузка: +6,5 g

### Вооружение
- Пушечное: 1 × 20-мм шестиствольная авиапушка M61 Vulcan
- Точек подвески: 9
- Масса боевой нагрузки: 3900 кг
- Ракеты «воздух—воздух»: 4 × Тяньцзянь-1 или 4 × Тяньцзянь-2[англ.]
- Ракеты «воздух-поверхность»: противокорабельные Hsiung Feng II[англ.]
- Бомбы: Mk 80, кассетные Wan Chien[англ.] с наведением по GPS

## На вооружении
- Китайская Республика: 130 AIDC F-CK-1 всех модификаций, по состоянию на 2011 год[12] В 2009 году было подписано соглашения стоимостью $588 млн на модернизацию 71 истребителей F-CK-1А/B до уровня C/D. По состоянию на июль 2011 года модернизированы шесть самолетов. Остальные 65 единиц планируется усовершенствовать до конца 2012 года. Все истребители F-CK-1 «Цзинго» состоят на вооружении 443-го авиакрыла ВВС Китайской Республики, дислоцированного на авиабазе «Тайнань».[3]